# Observatory Inlet
De Observatory Inlet is een inham in het westen van Brits-Columbia in Canada.

## Geografie
De inham is een noordelijke uitbreiding van de Portland Inlet, waarvan de westelijke tak het Portland Canal is. 
De Observatory Inlet heeft twee hoofdarmen, de noordwestelijke en langste arm wordt de Hastings Arm genoemd, gevoed door de Kshwan River, en de Alice Arm, een oostelijke arm, gevoed door de Kitsault River. Hastings Arm is ongeveer 30 kilometer lang en loopt bijna in een ware noord-zuid-as. Alice Arm is ongeveer 25 kilometer lang en heeft een scherpe afbuiging, loopt ongeveer in een noordoost-zuidwest-as. Van hun samenvloeiing tot de monding van Observatory Inlet is ongeveer 50 kilometer lang, loopt van zuid-zuidwest naar zijn samenvloeiing met het Portland Canal net ten zuidwesten van Nass Bay, wat een arm is van Observatory Inlet en het zoutwater-buitenestuarium van de Nass River vormt.
Het waterlichaam ligt in de mariene ecoregio Noord-Amerikaans Pacifisch Fjordland.

## Geschiedenis
De Observatory Inlet werd in 1793 door George Vancouver genoemd, omdat hij zijn observatorium op de oever van de inham, bij Salmon Cove, had opgezet om zijn chronometers te kalibreren. Zijn twee schepen, de HMS Discovery en de HMS Chatham, verbleven in Salmon Cove van 23 juli tot 17 augustus 1793. Gedurende deze tijd verkende een expeditieboot onder leiding van Vancouver zelf het Behm Canal.